# Frœschwiller
Frœschwiller é uma comuna francesa na região administrativa de Grande Leste, no departamento Baixo Reno. Estende-se por uma área de 5,72 km². Em 2010 a comuna tinha 504 habitantes (densidade: 88,1 hab./km²).